# Cantharellus lateritius
Cantharellus lateritius, es una especie de hongo comestible de la familia Cantharellaceae. La especie tiene una compleja historia taxonómica y ha sufrido varios cambios de nombre desde su primera descripción por el micólogo estadounidense Lewis David de Schweinitz en 1822. Los cuerpos fructíferos del hongo son de color amarillo brillante a naranja, y por lo general muy llamativos contra el suelo en el que se encuentran. En la madurez, el hongo se asemeja a un embudo lleno con la superficie portadora de esporas a lo largo de los lados exteriores inclinados. La textura de la superficie inferior fértil (himenio) de los sombreros es una característica distintiva de la especie que, a diferencia del himenio de C. lateritius es mucho más liso.
Los análisis químicos han revelado la presencia de varios compuestos carotenoides en los cuerpos fructíferos. Está presente en Asia, África y Norteamérica y forma relaciones ectomicorrícicas.

## Taxonomía

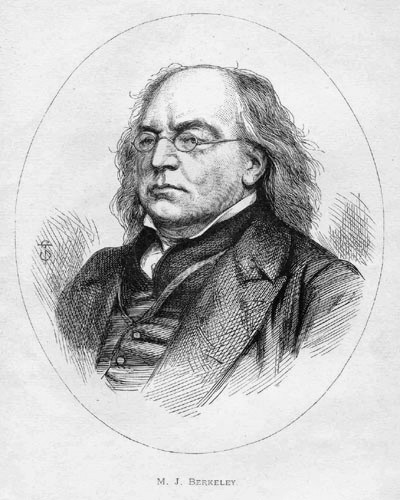
Se atribuye a Berkeley la autoría original de la especie.

La especie fue descrita por primera vez en la literatura científica como Thelephora cantharella por el estadounidense Lewis David de Schweinitz en 1822, basándose en especímenes recolectados en Ohio. Posteriormente, Elias Magnus Fries la transfirió a Craterellus en su Epicrisis Systematis Mycologici de 1838. En 1856, Miles Joseph Berkeley y Moses Ashley Curtis mencionaron el hongo en su análisis de los especímenes de Schweinitz, pero cambiaron el epíteto, llamándolo Craterellus lateritius. La motivación del cambio de nombre no está clara; Ronald H. Petersen, en una publicación de 1979, sugiere que Berkeley «era aparentemente reacio a dar su propio nombre al organismo». Petersen sugiere que Berkeley pudo haber previsto la necesidad de evitar dar a la especie un tautónimo (una situación en la que tanto el nombre genérico como el epíteto específico son idénticos). Sin embargo, como indica Petersen, una futura publicación hace dudar de esta explicación ya que en 1873 Berkeley volvió a referirse a la especie utilizando el nombre que había elegido, Craterellus lateritius, e indicó una localidad tipo (Alabama) distinta de la mencionada por Schweinitz. Petersen considera que el nombre de Berkeley es un nomen novum (nombre nuevo), no una especie nueva, ya que Berkeley indicó claramente que pensaba que Craterellus lateritius era sinónimo de Thelephora cantharella de Schweinitz. Normalmente, en estas circunstancias, el espécimen de Schweinitz se consideraría el tipo, pero Petersen no pudo localizar el espécimen original de Schweinitz, por lo que, según las reglas de la nomenclatura botánica, el epíteto de Berkeley tiene prioridad, ya que es el nombre publicado más antiguo que tiene un espécimen tipo asociado.
Otro sinónimo es Trombetta lateritia, utilizado por Otto Kuntze en su Revisio Generum Plantarum de 1891. El micólogo estadounidense Rolf Singer lo transfirió al género Cantharellus en 1951. El hongo se conoce comúnmente como «rebozuelo liso». El nombre específico lateritius significa «parecido a un ladrillo», y hace referencia al himenio liso.

## Descripción

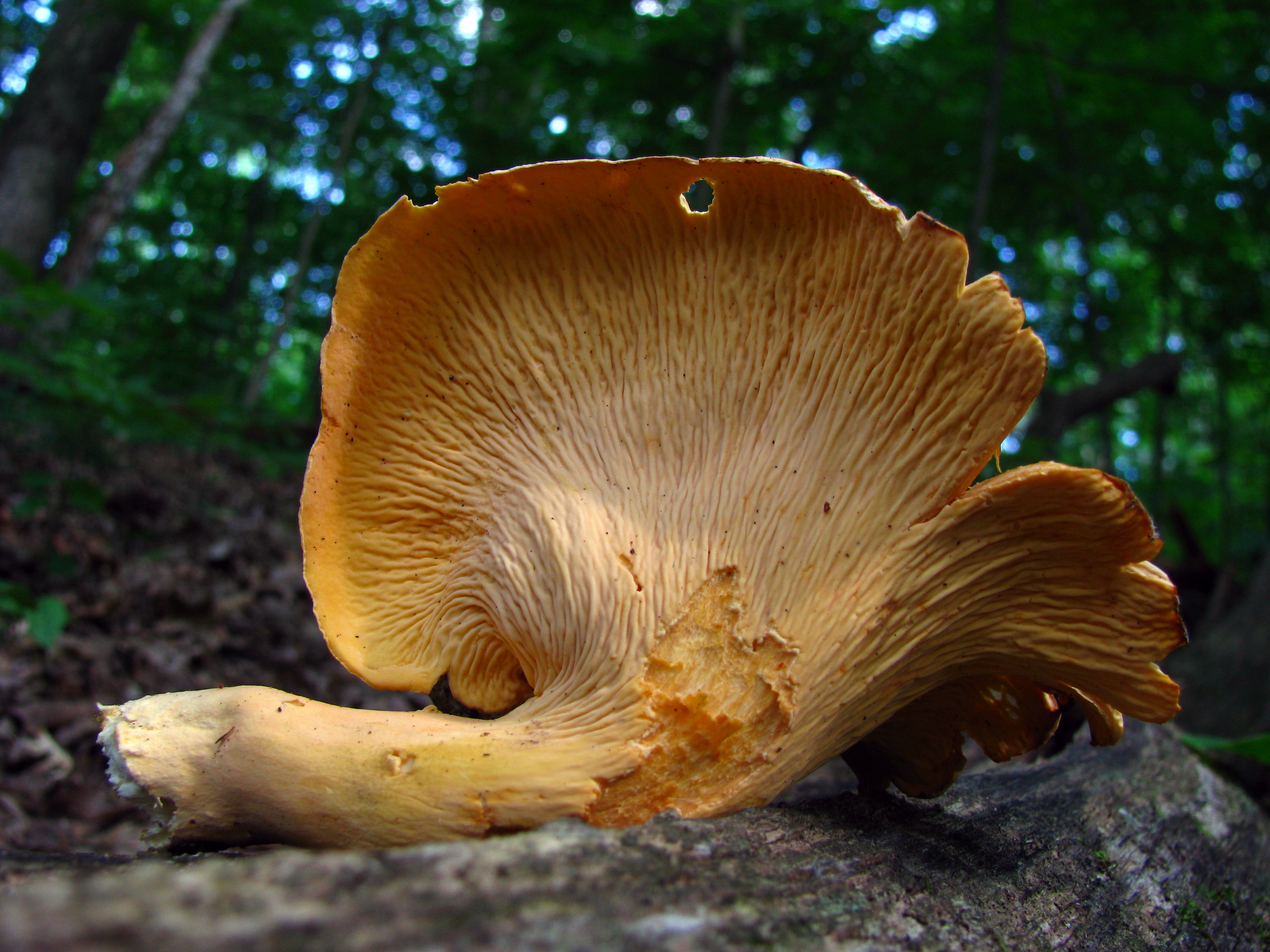
El himenio es inicialmente liso antes de desarrollar crestas venosas poco profundas en la madurez.

Los capuchones de los cuerpos fructíferos de C. lateritius suelen tener entre 2 y 12 cm (3⁄4 y 4+3⁄4 pulgadas) de diámetro, con una superficie superior aplanada o en forma de embudo y un margen ondulado. La superficie del sombrero es seca, ligeramente tomentosa (cubierta de una capa de pelos finos), y de un color amarillo anaranjado intenso y brillante. En los ejemplares más viejos el color es una amarillo más intenso; mientras que en los más jóvenes los márgenes distintivos del sombrero son de un amarillo más pálido y suelen curvarse hacia abajo. Los cuerpos fructíferos pueden alcanzar una altura de 12 cm (4+3⁄4 in).
El himenóforo (la superficie portadora de esporas) es inicialmente liso y sin arrugas, pero gradualmente desarrolla canales o crestas, y lo que parecen ser agallas muy poco profundas, parecidas a venas y de menos de 1 mm de ancho. El color es amarillo pálido y es continuo con la superficie del tallo. El tallo es más bien rollizo y robusto, de 1,5 a 10 cm de largo y de 0,5 a 2 cm de grosor, más o menos cilíndrico, estrechándose hacia la base (a veces blanca). Internamente, los tallos están rellenos (llenos de micelio algodonoso) o son sólidos. En raras ocasiones, los cuerpos fructíferos pueden estar agrupados con tallos unidos en la base; en estos casos no suele haber más de tres tallos fusionados. La carne es sólida o parcialmente hueca (a veces debido a larvas de insectos), con un color amarillo pálido; tiene un grosor de 0,5 a 0,9 cm.
Las esporas son lisas, con una forma elipsoide, y tienen unas dimensiones típicas de 7-7,5 por 4,5-5 μm. En depósito, como en una impresión de esporas, las esporas son de color amarillo anaranjado claro, mientras que bajo el microscopio son de un tono amarillento muy pálido. Las células que contienen las esporas -los basidios- son de 75-80 por 7-9 μm, de 4-5-6 esporas, ligeramente en forma de garrote y con una pared claramente engrosada en la base. Las conexiones en pinza (ramificaciones cortas que conectan una célula con la anterior para permitir el paso de los productos de la división nuclear) están presentes en las hifas de todas las partes del cuerpo fructífero.

### Compuestos bioactivos
En un estudio de 1998, se comparó la composición en carotenoides de esta especie con la de otras especies de Cantharellus, como C. cibarus, C. cibarius var. amythysteus y C. tabernensis. El contenido de carotenoides entre las especies era «prácticamente idéntico», comprendiendo γ-caroteno, α-caroteno y β-caroteno. La única diferencia significativa era que C. lateritius contenía una cantidad significativa de un caroteno no identificado que se pensaba que era un producto de descomposición del β-caroteno.

### Especies similares
Cantharellus lateritius es más rosado que C. cibarius, y tiene una carne más gruesa además de la superficie himenial más 
lisa. C. odoratus también es similar en apariencia, y se distingue por una carne más fina y un tallo hueco. Se requiere microscopía o análisis de ADN para distinguir C. flavolateritius.
El hongo venenoso Omphalotus olearius, es muy similar en estatura y color, pero se puede diferenciar de C. lateritius por sus verdaderas láminas con bordes bien definidos, y el crecimiento en madera en descomposición (aunque la madera puede estar enterrada en el suelo), por lo general en grandes grupos superpuestos. Craterellus odoratus también es similar.
Un autor considera que C. lateritius probablemente representa un complejo de especies, que incluye «todos los rebozuelos con himenóforo completamente liso, olor dulce e hifas pinzadas».

## Distribución y hábitat

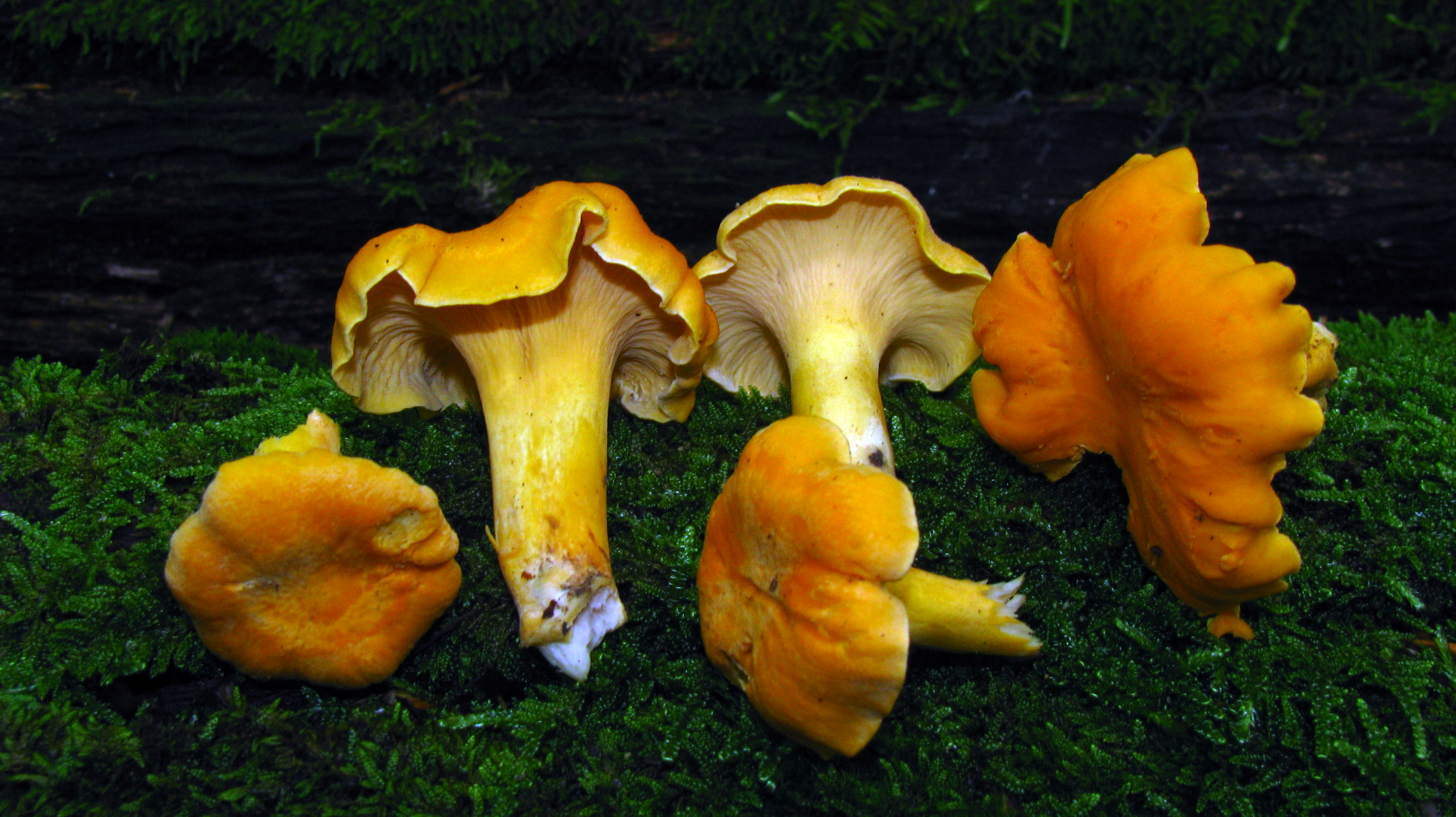
Ejemplares aún no completamente maduros en el Parque Estatal de Strouds Run, Ohio.

Cantharellus lateritius se distribuye por Norteamérica, África, Malasia, y el Himalaya (concretamente, las colinas de Almora en Uttar Pradesh). En Norteamérica, aparece de junio a septiembre, y su área de distribución en Estados Unidos se extiende hacia el norte hasta Michigan y Nueva Inglaterra.
En Nueva Inglaterra el micólogo Howard Bigelow ha observado que crece en los arcenes de las carreteras, en la hierba cerca de los robles; también tiene predilección por crecer en las orillas inclinadas de los arroyos.  En Malasia, se encuentra creciendo en el suelo de los bosques, sobre todo bajo especies de Shorea (árboles de la selva tropical de la familia Dipterocarpaceae). Se ha descrito la presencia de C. lateritius en los Ghats occidentales, Kerala, India, formando asociaciones ectomicorrícicas con especies endémicas de árboles como Vateria indica, Hopea parviflora, Diospyros malabarica y Myristica malabarica en bosques de semiperennifolios a perennifolios.

## Comestibilidad
Como todas las especies del género Cantharellus, C. lateritius es comestible, y a menudo se considera de primera calidad. El olor recuerda al albaricoque, y el sabor es suave.  En opinión de McFarland y Mueller, autores de una guía de campo de los hongos comestibles de Illinois, en comparación con el conocido C. cibarius, C. lateritius es «en general... algo decepcionante cuando se compara con sus deliciosos parientes».